# James Huang
Pour les articles homonymes, voir Huang.
James Huang ou Huang Chih-fang (en chinois traditionnel : 黃志芳 ; pinyin : Huáng Zhìfāng ; né le 14 septembre 1958 à Tainan, à Taïwan), est un homme politique taïwanais. Ministre des Affaires étrangères du 25 janvier 2006 au 6 mai 2008. Il a démissionné à la suite d'une participation supposée dans une affaire diplomatique avec la Papouasie-Nouvelle-Guinée ayant entrainé la perte de près de 30 millions de dollars américains. Il a été remplacé à ce poste par Francisco Ou.